# 16 Bit (ban nhạc Ý)
16 Bit là một ban nhạc rock của Ý được thành lập tại thị trấn Caserta vào năm 2004. Ban nhạc được thành lập bởi Fabio Verzillo, Dario Licciardi, Nando Brunetti, Roberto Celentano và Antonio De Francesco. Album năm 2010 của ban nhạc phát triển từ nhạc nền cho bộ phim cảnh sát-kinh dị Animanera năm 2008 của đạo diễn Raffaele Verzillo.

## Danh sách đĩa nhạc
- Animanera (phim) (2008)
- 100 metri dal paradiso (video) (2010)
- 16 Bit (album) (2010)

1. Fiammifero
2. E Noi
3. Baby Queen
4. In una Lacrima
5. Nel Kaos
6. Libera Maria
7. Resta Perche'
8. Sono Fuori
9. Mentre Vai Via
10. Anima Nera